# Les Ballets C de la B
Les Ballets C de la B (pour Ballets contemporains de la Belgique) est une compagnie de danse contemporaine fondée en 1984 par le chorégraphe belge Alain Platel. 

## Historique
Les Ballets C de la B ont été créés sous la forme d'un collectif artistique centré sur la danse contemporaine intégrant des approches plastiques et scéniques d'horizons variés. Ils sont constitués de jeunes chorégraphes belges de la nouvelle vague tels que Koen Augustijnen, Sven Augustijnen, Lisi Estaràs, ou Ted Stoffer qui forment actuellement le noyau artistique de la compagnie avec les collaborations musicales de Fabrizio Cassol ou Sylvain Cambreling. Christine De Smedt, Sidi Larbi Cherkaoui et Hans Van den Broeck furent aussi membres du collectif au début des années 2000. La compagnie travaille également avec des danseurs professionnels (tels que Serge Coulibaly, Raphaëlle Delaunay, ou Kaori Ito) qu'amateurs.
Les Ballets C de la B sont en résidence à Gand en Belgique.

## Principales créations du collectif
- Alain Platel :
  - Les Ballets de ci de là
  - Bonjour Madame, comment allez-vous aujourd'hui, il fait beau, il va sans doute pleuvoir, et cetera (1993)
  - La tristeza complice (1995)
  - Iets op Bach (1998)
  - Tauberbach (2013)
- Alain Platel et Sylvain Cambreling :
  - Wolf (2003)
- Alain Platel et Fabrizio Cassol :
  - Vsprs (2006)
  - Pitié (2008)
  - Coup Fatal (2014)[1]
  - Requiem pour L.(2019)
- Ted Stoffer :
  - Aphasadisiac
- Christine De Smedt :
  - 9x9 (2000)
- Koen Augustijnen :
  - La Bâche (2004)
  - Import/Export (2006)
  - Ashes (2009)
- Lisi Estaràs :
  - Patchagonia (2007)
  - Primero {erscht} (2010)
  - Dans Dans (2012) (en collaboration avec le collectif het KIP)
- Kaori Ito :
  - Asobi (jeux d'adulte)